# Comiphyton gabonense
Comiphyton gabonense är en tvåhjärtbladig växtart som beskrevs av Floret. Comiphyton gabonense ingår i släktet Comiphyton, och familjen Anisophylleaceae. Inga underarter finns listade i Catalogue of Life.